# CNTD1
CNTD1 (англ. Cyclin N-terminal domain containing 1) – білок, який кодується однойменним геном, розташованим у людей на 17-й хромосомі. Довжина поліпептидного ланцюга білка становить 330 амінокислот, а молекулярна маса — 36 921.
| 10         |  | 20         |  | 30         |  | 40         |  | 50         |
| ---------- |  | ---------- |  | ---------- |  | ---------- |  | ---------- |
| MDGPMRPRSA |  | SLVDFQFGVV |  | ATETIEDALL |  | HLAQQNEQAV |  | REASGRLGRF |
| REPQIVEFVF |  | LLSEQWCLEK |  | SVSYQAVEIL |  | ERFMVKQAEN |  | ICRQATIQPR |
| DNKRESQNWR |  | ALKQQLVNKF |  | TLRLVSCVQL |  | ASKLSFRNKI |  | ISNITVLNFL |
| QALGYLHTKE |  | ELLESELDVL |  | KSLNFRINLP |  | TPLAYVETLL |  | EVLGYNGCLV |
| PAMRLHATCL |  | TLLDLVYLLH |  | EPIYESLLRA |  | SIENSTPSQL |  | QGEKFTSVKE |
| DFMLLAVGII |  | AASAFIQNHE |  | CWSQVVGHLQ |  | SITGIALASI |  | AEFSYAILTH |
| GVGANTPGRQ |  | QSIPPHLAAR |  | ALKTVASSNT |  |            |  |            |

A: Аланін

C: Цистеїн

D: Аспарагінова кислота

E: Глутамінова кислота

F: Фенілаланін

G: Гліцин

H: Гістидин

I: Ізолейцин

K: Лізин

L: Лейцин

M: Метіонін

N: Аспарагін

P: Пролін

Q: Глутамін

R: Аргінін

S: Серин

T: Треонін

V: Валін

W: Триптофан

Задіяний у такому біологічному процесі, як альтернативний сплайсинг. 